# هونگچی ئی-اچ‌اس۹
هونگچی ئی‌اچ‌اس۹ یک خودروی خودروی شاسی‌بلند لوکس فول سایز الکتریکی است که توسط هونگچی از سال ۲۰۲۰ ساخته شده‌است.

## بررسی
نسخه مفهومی این خودرو در طی نمایشگاه بین‌المللی اتومبیل ۲۰۱۹ آلمان و نمایشگاه اتومبیل گوانگژو ۲۰۱۹ معرفی شد، نسخه تولیدی این خودرو نیز برای اولین بار در نمایشگاه خودروی پکن سال ۲۰۲۰ نشان داده شد.

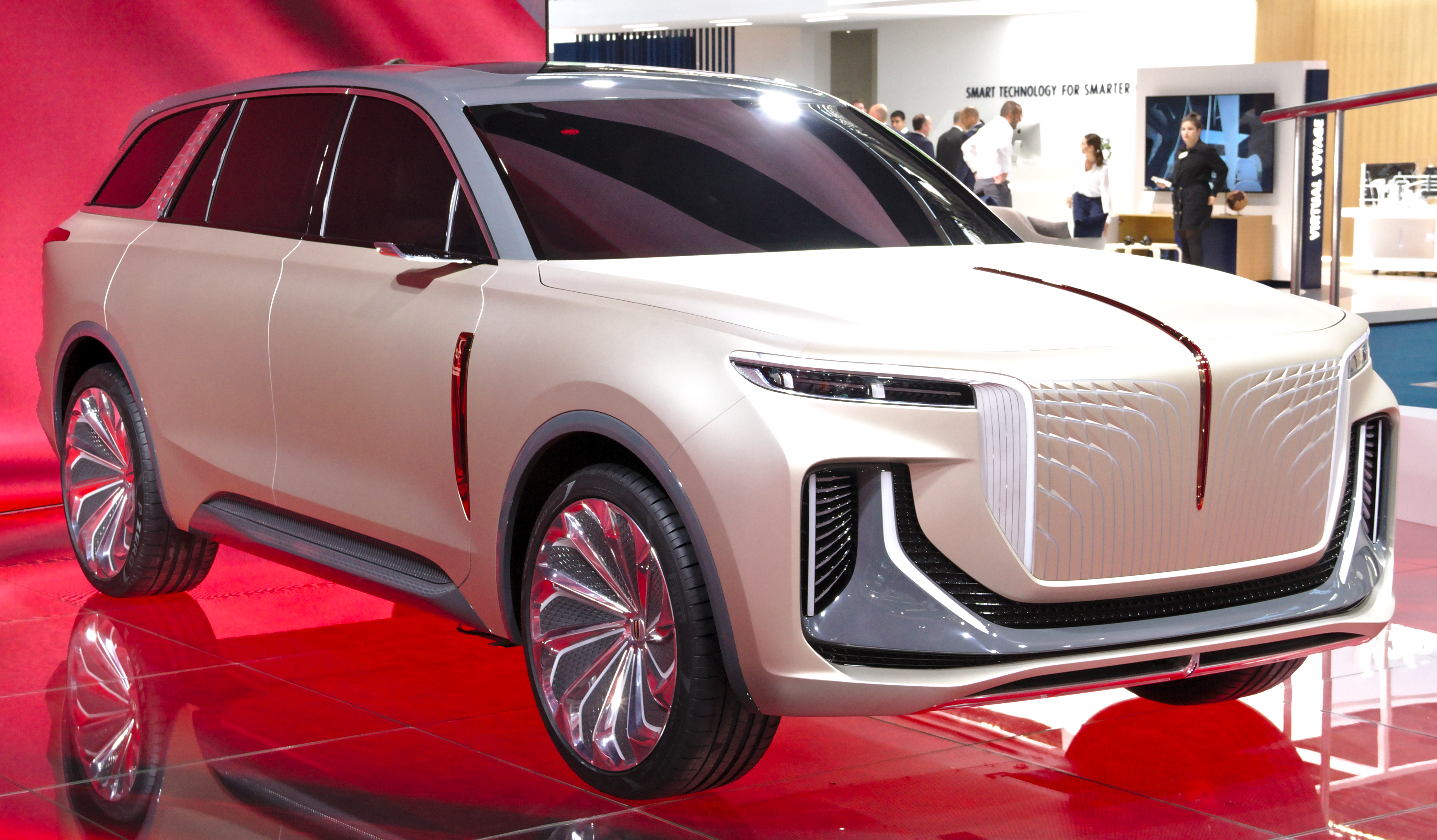
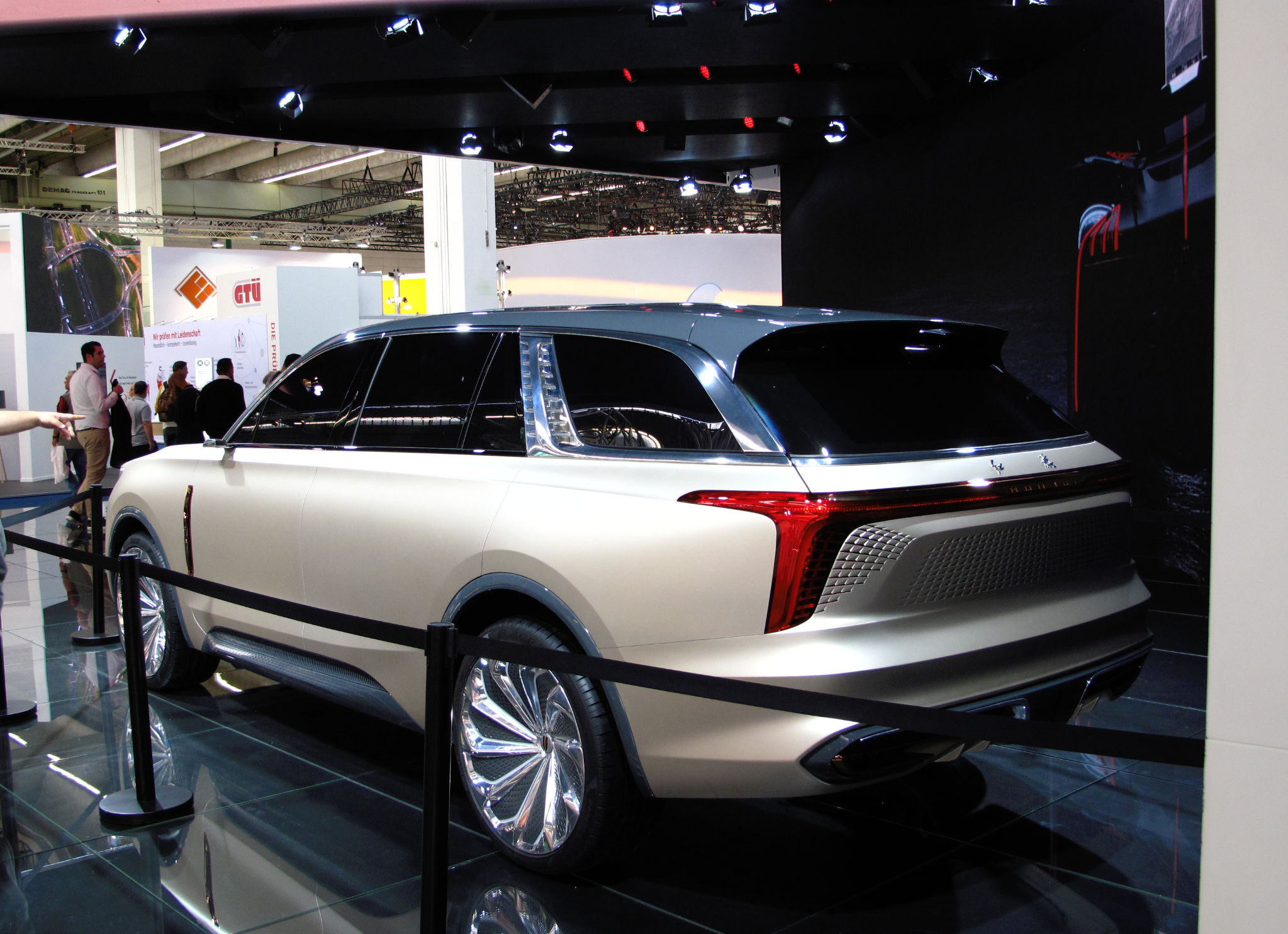

هونگچی ئی‌اچ‌اس۹ در دو مدل ۷ صندلی به چینش 2+3+2و ۶صندلی به صورت 2+2+2 است که در مدل دوم صندلی ها به صورت خلبانی است و 80تا 114 هزار دلار قیمت دارد.

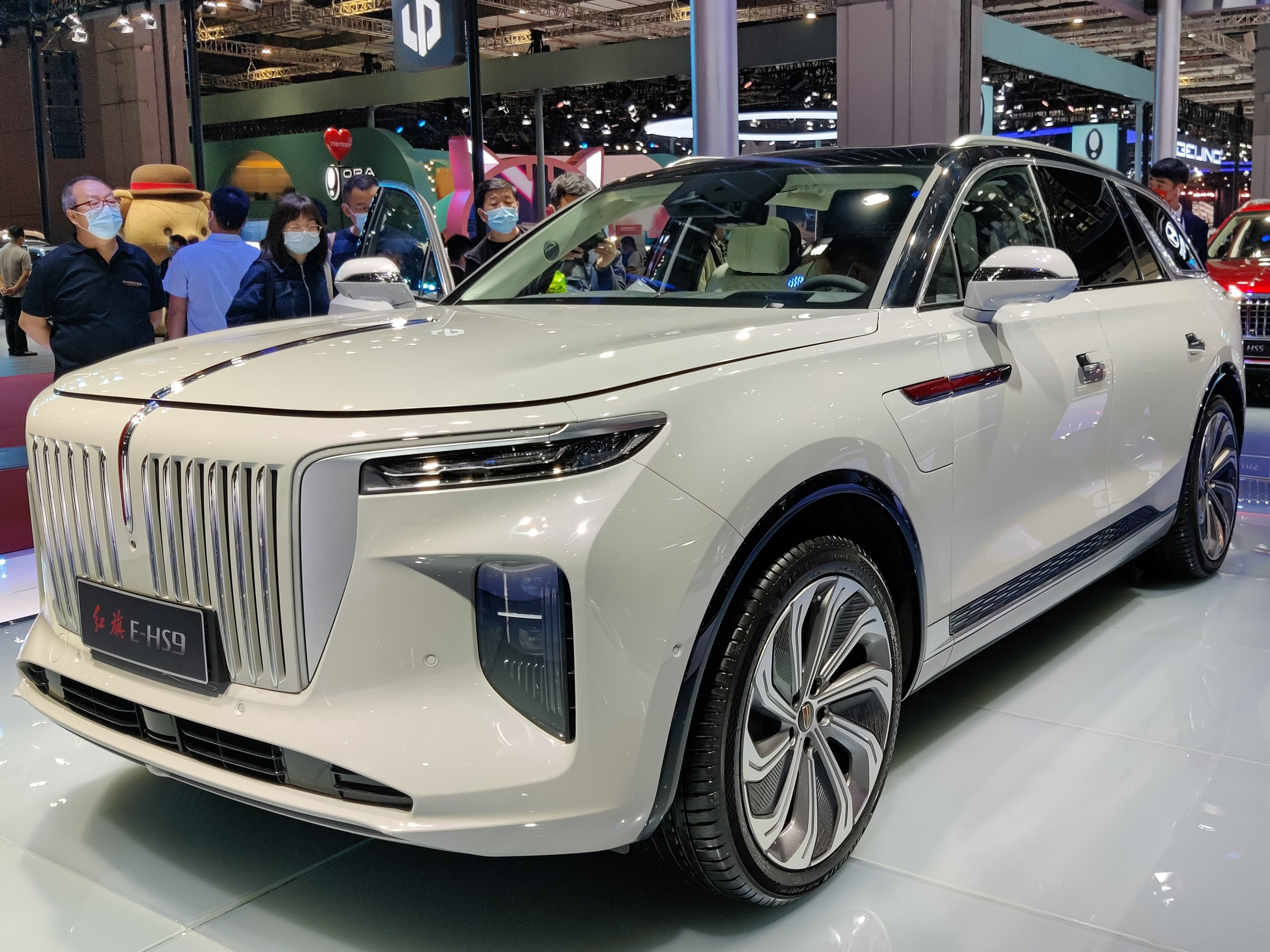
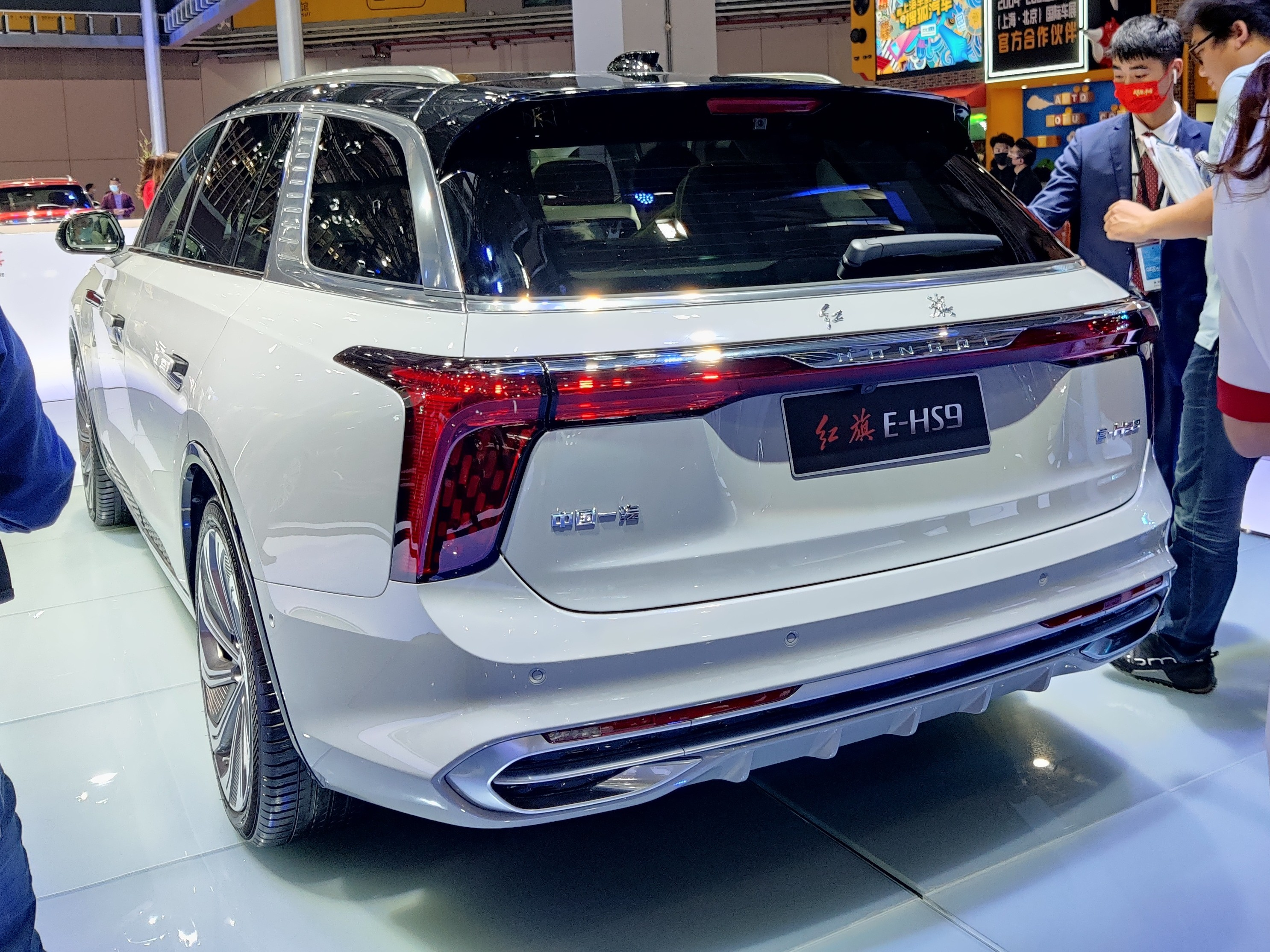

این خودرو از طراحی دو رنگی بهره می‌برد و دارای رینگ‌های سفارشی ۲۱ و ۲۲ اینچی است.

## فناوری
این خودرو مجهز به یک فرمان سنسور هوشمند و شش صفحه نمایش هوشمند است که قابلیت کنترل عملکردهایی مانند ناوبری و کنترل از راه دور وسیله نقلیه با تلفن همراه را دارد، از جمله بازکردن قفل، تنظیم دما ، کنترل صدای هوشمند و مکان‌یابی خودرو. این خودرو به سیستم رانندگی خودمختار سطح ۴ است : L3 + و OTA مجهز است.

## مشخصات فنی
مدل پایه از هونگ‌چی E-HS9 نیروی خود را از دو موتور الکتریکی دریافت می‌کند. موتورهای نصب شده روی مدل پایه 320 اسب بخار قدرت و 405 نیوتون متر گشتاور تولید میکند که صفر تا صد این مدل 5.6ثانیه است  و در نسخه پرفورمنس این اعداد به 600اسب بخار و 750نیوتون متر و صفر تا صد 5 ثانیه میرسد.

### باتری و شارژ
این خودرو دارای باتری های ۸۴ و ۹۹ کیلووات ساعتی است و از فناوری شارژ بی‌سیم یا شارژ غیر تماسی پشتیبانی می‌کند که می‌تواند در مدت زمان ۸٫۴ ساعت خودرو را به‌طور کامل شارژ کند. پیمایش نسخه پایه که با باتری 84کیلووات ساعتی است 460کیلومتر است و در نسخه پرفورمنس با باتری 99 کیلووات 510 کیلومتر است .